# Wieczna zmarzlina (opowiadanie)
Wieczna zmarzlina (inny tytuł Wieczna marzłoć; tyt. oryg. Permafrost) – opowiadanie Rogera Zelazny’ego, otwierające zbiór Mróz i ogień. Zostało ono wydane po raz pierwszy w kwietniu 1986 roku w magazynie Omni, a rok później nagrodzone nagrodą Hugo.
Jego geneza sięga pobytu autora w Zatoce Lodowców w maju 1980 roku, kiedy to pojawiły się pierwsze zamysły opowiadania. Miesiąc później Roger Zelazny brał udział jako gość honorowy w konwencie Westercon w Los Angeles, skąd pojechał wynajętym samochodem w podróż w głąb Baja California, aż do San Q. Podczas pobytu w starym hotelu Zelazny miał wrażenie, że jest tam praktycznie sam. Na to wrażenie nałożyły się wspomnienia z lodowca oraz odbytej na konwencie dyskusji o sztucznej inteligencji. Katalizatorem do napisania opowiadania stała się kłótnia pomiędzy pewną parą, której świadkiem był po powrocie, na lotnisku w Los Angeles - jednak zaczął je pisać dopiero 2 lata później.
Wieczna Zmarzlina została ukończona na dwa dni przed konwentem w Taos, na którym po raz pierwszy została przeczytana, a Roger Zelazny dokonywał drobnych korekt już w trakcie czytania. Następnego dnia zadzwoniła do niego Ellen Datlow – redaktorka magazynu Omni zainteresowana kupnem opowiadania.
Z powodu opóźnienia technicznego opowiadanie ukazało się drukiem dopiero w kwietniu 1986 roku, natomiast rok później (zgodnie z zapowiedzią George’a R.R. Martina, przyjaciela Rogera, który usłyszał opowiadanie w Taos) zostało ono nagrodzone nagrodą Hugo. Ponieważ Zelazny nie mógł pojechać na konwent do Anglii, nagrodę odebrała w jego imieniu Ellen Datlow, a Melinda Snodgrass przywiozła mu ją do Nowego Meksyku.

## Nagrody i nominacje
W kategorii najlepszej noweli utwór zdobył następujące laury:
- nagroda Hugo 1987,
- nominacja do nagrody Nebula 1986,
- 5. miejsce w głosowaniu na nagrodę Locusa 1987.

## Polskie wydania
w przekładzie Wiktora Bukato
- w antologii: Don Wollheim proponuje 1987, pod red. Donalda A. Wollheima i Arthura W. Sahy, Alfa, Warszawa 1987, ISBN 83-7001-182-9 (pod tytułem Wieczna marzłoć)

w przekładzie Macieja Raginiaka
- w zbiorze opowiadań: Roger Zelazny, Mróz i ogień, Rebis, Poznań 2000, ISBN 83-7120-625-9